# Cirrhicera championi
Cirrhicera championi är en skalbaggsart som beskrevs av Bates 1881. Cirrhicera championi ingår i släktet Cirrhicera och familjen långhorningar.
Artens utbredningsområde är:
- Costa Rica.
- Guatemala.

Inga underarter finns listade i Catalogue of Life.